# Een doodgewone man
Een doodgewone man is een lied van de Nederlandse zanger André Hazes jr.. Het werd in 2020 als single uitgebracht en stond in hetzelfde jaar als eerste track op het album Thuis.

## Achtergrond
Een doodgewone man is geschreven door John Osbourne, Andrew Wotman, Chad Smith, Duff McKagan, Billy Walsh, Edwin van Hoevelaak, Marcel Fisser, Bram Koning en André Hazes jr. en geproduceerd door Van Hoevelaak. Het is een Nederlandstalige rocknummer dat een bewerking is van Ordinary Man van Ozzy Osbourne met Elton John uit 2020. De nieuwe tekst die door de Nederlandse tekstschrijvers op de muziek van het origineel is geschreven, is volgens Hazes autobiografisch. Het lied beschrijft de periode van het leven van de zanger sinds dat hij opnieuw een relatie heeft met Monique Westenberg en de relatiebreuk met Bridget Maasland kort daarvoor. Hij geeft in het nummer aan dat hij bij de relatiebreuk met Maasland een "klootzak" was, dat hij zich de jaren daarvoor ook niet beleefd gedroeg en dat hij door en met Westenberg deze periode als "lul" afrondt.
Bij het lied is een meer dan acht minuten durende videoclip gemaakt. Hierin wordt het verhaal vertelt van een koppel met voor- en tegenspoed in de relatie. De twee hoofdpersonen worden gespeeld door Tom van Kessel en Zoé van Weert. In de videoclip denkt de mannelijke hoofdpersoon na over en doet meerdere zelfmoordpogingen. Dat dit duidelijk werd uitgebeeld leverde kritiek op van stichting 113 Zelfmoordpreventie, die vond dat het duidelijk in beeld brengen van zulke situaties kan zorgen dat mensen een voorbeeld eraan nemen. Ze vonden dat Hazes voordat de clip werd uitgebracht contact met de stichting had moeten maken en had moeten vragen over het verantwoord was om de beelden te tonen. Hoewel het lied autobiografisch is, gaf Hazes in een interview aan dat hij zelf geen zelfmoordpogingen heeft ondernomen, maar dat het een scène schetst van hoe het had kunnen lopen.

## Hitnoteringen
De zanger had weinig succes met het lied. Er was geen notering in de Single Top 100 en ook de Top 40 werd niet bereikt. Bij laatstgenoemde was er wel de vijftiende plaats in de Tipparade. In de Vlaamse Ultratop 50 was er eveneens geen notering; hier kwam het tot de 31e positie van de Ultratip 100.